# European Golden League 2025 (herrar)
European Golden League 2025 spelades mellan 6 juni och 6 juli 2025. Det var 21:a upplagan av turneringen och tolv herrlandslag från CEV:s medlemsförbund deltog. Slutspelet avgjordes i Brno där Finland vann turneringen för första gången genom att besegra Tjeckien i finalen.

## Regelverk

### Format
Turneringen bestod av ett gruppspel där varje lag mötte totalt sex andra lag fördelat över tre spelhelger. De tre främsta lagen efter gruppspelet gick vidare till slutspelet tillsammans med arrangörslandet som var Tjeckien. Slutspelet ("Final Four") avgjordes med semifinaler, final och match om tredjepris. Det sämst placerade laget efter gruppspelet degraderades till European Silver League 2026.

### Metod för att bestämma tabellplacering
Om slutresultatet blev 3-0 eller 3-1 tilldelades 3 poäng till det vinnande laget och 0 till det förlorande laget, om slutresultatet blev 3-2 tilldelades 2 poäng till det vinnande laget och 1 till det förlorande laget.
Lagens position i respektive grupp bestämdes utifrån (i tur och ordning):
- Antal vunna matcher
- Poäng
- Kvot vunna/förlorade set
- Kvot vunna/förlorade bollpoäng
- Inbördes möten

## Deltagande lag
| Lag            | Turnering                          | Deltog senast               |
| -------------- | ---------------------------------- | --------------------------- |
| Finland        | 7:a i European Golden League 2024  | European Golden League 2024 |
| Grekland       | Wild card                          | European League 2015        |
| Israel         | 1:a i European Silver League 2024  | European League 2017        |
| Kroatien       | 2:a i European Golden League 2024  | European Golden League 2024 |
| Lettland       | Wild card                          | European Golden League 2022 |
| Montenegro     | Wild card                          | European League 2014        |
| Nordmakedonien | 10:a i European Golden League 2024 | European Golden League 2024 |
| Portugal       | 8:a i European Golden League 2024  | European Golden League 2024 |
| Rumänien       | 9:a i European Golden League 2024  | European Golden League 2024 |
| Slovakien      | Wild card                          | European Golden League 2023 |
| Spanien        | 6:a i European Golden League 2024  | European Golden League 2024 |
| Tjeckien       | 3:a i European Golden League 2024  | European Golden League 2024 |

## Turneringen

### Gruppspel[6]

#### Första veckan

##### Grupp 1
| 6 juni 2025 Sportska sala Park, Strumica Speltid: 2:08 - Åskådare: ? | Kroatien | 1 - 3 | Israel   | 23-25, 26-24, 22-25, 22-25 |
| 7 juni 2025 Sportska sala Park, Strumica Speltid: 1:56 - Åskådare: ? | Tjeckien | 3 - 1 | Kroatien | 25-23, 23-25, 25-23, 25-20 |
| 8 juni 2025 Sportska sala Park, Strumica Speltid: 1:56 - Åskådare: ? | Israel   | 3 - 1 | Tjeckien | 25-27, 25-23, 25-19, 25-22 |

##### Grupp 2
| 6 juni 2025 Inter hala Pasienky, Bratislava Speltid: 1:14 - Åskådare: 1 350 | Finland        | 3 - 0 | Slovakien      | 25-21, 25-12, 25-13 |
| 7 juni 2025 Inter hala Pasienky, Bratislava Speltid: 1:12 - Åskådare: 350   | Nordmakedonien | 0 - 3 | Finland        | 20-25, 15-25, 19-25 |
| 8 juni 2025 Inter hala Pasienky, Bratislava Speltid: 1:32 - Åskådare: 1 250 | Slovakien      | 3 - 0 | Nordmakedonien | 25-21, 25-22, 25-23 |

##### Grupp 3
| 6 juni 2025 Kleisto Gymnastīrio T9, Arta Speltid: 2:15 - Åskådare: 700 | Spanien  | 1 - 3 | Grekland | 20-25, 30-28, 18-25, 22-25 |
| 7 juni 2025 Kleisto Gymnastīrio T9, Arta Speltid: 1:52 - Åskådare: 150 | Portugal | 1 - 3 | Spanien  | 21-25, 18-25, 25-19, 24-26 |
| 8 juni 2025 Kleisto Gymnastīrio T9, Arta Speltid: 2:11 - Åskådare: 800 | Grekland | 3 - 1 | Portugal | 16-25, 25-23, 25-23, 25-23 |

##### Grupp 4
| 6 juni 2025 Sala Sporturilor, Mioveni Speltid: 1:21 - Åskådare: 300 | Montenegro | 0 - 3 | Rumänien   | 19-25, 16-25, 19-25               |
| 7 juni 2025 Sala Sporturilor, Mioveni Speltid: 2:22 - Åskådare: 70  | Lettland   | 3 - 2 | Montenegro | 22-25, 25-21, 25-19, 21-25, 15-10 |
| 8 juni 2025 Sala Sporturilor, Mioveni Speltid: 1:28 - Åskådare: 300 | Rumänien   | 3 - 0 | Lettland   | 25-23, 25-20, 25-21               |

#### Andra veckan

##### Grupp 5
| 13 juni 2025 Sportska dvorana Verde, Podgorica Speltid: 1:20 - Åskådare: 185 | Tjeckien   | 3 - 0 | Montenegro | 25-23, 25-22, 25-14        |
| 14 juni 2025 Sportska dvorana Verde, Podgorica Speltid: 1:52 - Åskådare: 38  | Finland    | 3 - 1 | Tjeckien   | 20-25, 25-14, 25-22, 25-23 |
| 15 juni 2025 Sportska dvorana Verde, Podgorica Speltid: 1:14 - Åskådare: 130 | Montenegro | 0 - 3 | Finland    | 18-25, 10-25, 23-25        |

##### Grupp 6
| 13 juni 2025 Daugavpils Olimpiskais centrs, Daugavpils Speltid: 2:25 - Åskådare: 712 | Nordmakedonien | 3 - 2 | Lettland       | 18-25, 25-19, 20-25, 25-23, 25-23 |
| 14 juni 2025 Daugavpils Olimpiskais centrs, Daugavpils Speltid: 1:23 - Åskådare: 107 | Grekland       | 3 - 0 | Nordmakedonien | 25-22, 25-21, 25-20               |
| 15 juni 2025 Daugavpils Olimpiskais centrs, Daugavpils Speltid: 2:05 - Åskådare: 732 | Lettland       | 1 - 3 | Grekland       | 25-23, 23-25, 17-25, 22-25        |

##### Grupp 7
| 13 juni 2025 Dvorana Krešimira Ćosića, Zadar Speltid: 1:59 - Åskådare: 120 | Spanien  | 3 - 1 | Kroatien | 25-23, 23-25, 25-22, 25-19        |
| 14 juni 2025 Dvorana Krešimira Ćosića, Zadar Speltid: 1:19 - Åskådare: 20  | Rumänien | 3 - 0 | Spanien  | 25-19, 25-20, 25-20               |
| 15 juni 2025 Dvorana Krešimira Ćosića, Zadar Speltid: 2:25 - Åskådare: 120 | Kroatien | 2 - 3 | Rumänien | 21-25, 22-25, 29-27, 25-20, 14-16 |

##### Grupp 8
| 13 juni 2025 Pavilhão Municipal Vairinhos, Loulé Speltid: 2:09 - Åskådare: 1 100 | Slovakien | 1 - 3 | Portugal  | 16-25, 29-27, 23-25, 16-25        |
| 14 juni 2025 Pavilhão Municipal Vairinhos, Loulé Speltid: 1:46 - Åskådare: 50    | Israel    | 3 - 1 | Slovakien | 25-23, 25-18, 23-25, 25-15        |
| 15 juni 2025 Pavilhão Municipal Vairinhos, Loulé Speltid: 2:20 - Åskådare: 1 200 | Portugal  | 2 - 3 | Israel    | 13-25, 18-25, 25-20, 26-24, 14-16 |

#### Tredje veckan

##### Grupp 9
| 20 juni 2025 Sportska sala Park, Strumica Speltid: 1:22 - Åskådare: 50    | Israel         | 3 - 0 | Nordmakedonien | 25-22, 25-16, 25-18        |
| 21 juni 2025 Sportska sala Park, Strumica Speltid: 2:02 - Åskådare: 50    | Montenegro     | 1 - 3 | Israel         | 27-25, 20-25, 15-25, 21-25 |
| 22 juni 2025 Sportska sala Park, Strumica Speltid: 1:31 - Åskådare: 1 000 | Nordmakedonien | 3 - 0 | Montenegro     | 25-20, 25-21, 25-13        |

##### Grupp 10
| 20 juni 2025 Pabellón Municipal de Deportes, Lugo Speltid: 2:34 - Åskådare: 600 | Slovakien | 2 - 3 | Spanien   | 21-25, 25-22, 25-16, 17-25, 14-16 |
| 21 juni 2025 Pabellón Municipal de Deportes, Lugo Speltid: 2:08 - Åskådare: 200 | Lettland  | 1 - 3 | Slovakien | 25-15, 20-25, 23-25, 23-25        |
| 22 juni 2025 Pabellón Municipal de Deportes, Lugo Speltid: 1:20 - Åskådare: 550 | Spanien   | 3 - 0 | Lettland  | 25-22, 25-22, 25-13               |

##### Grupp 11
| 19 juni 2025 Power Arena, Nokia Speltid: 2:05 - Åskådare: 1 341 | Grekland | 3 - 1 | Finland  | 23-25, 25-18, 25-23, 25-21        |
| 20 juni 2025 Power Arena, Nokia Speltid: 2:28 - Åskådare: 164   | Kroatien | 3 - 2 | Grekland | 25-22, 22-25, 18-25, 30-28, 20-18 |
| 21 juni 2025 Power Arena, Nokia Speltid: 1:09 - Åskådare: 1 438 | Finland  | 3 - 0 | Kroatien | 25-16, 25-12, 25-20               |

##### Grupp 12
| 19 juni 2025 Sportovní hala Klimeška, Kutná Hora Speltid: 2:33 - Åskådare: 500   | Rumänien | 2 - 3 | Tjeckien | 37-35, 17-25, 22-25, 25-18, 11-15 |
| 20 juni 2025 Sportovní hala Klimeška, Kutná Hora Speltid: 2:01 - Åskådare: 150   | Portugal | 1 - 3 | Rumänien | 18-25, 25-21, 22-25, 22-25        |
| 21 juni 2025 Sportovní hala Klimeška, Kutná Hora Speltid: 2:02 - Åskådare: 1 570 | Tjeckien | 1 - 3 | Portugal | 23-25, 25-23, 20-25, 22-25        |

#### Sluttabell[5]
| Pos. | Lag            | P  | S | V | F | VS | FS | Kvot  | VP  | FP  | Kvot  |
| ---- | -------------- | -- | - | - | - | -- | -- | ----- | --- | --- | ----- |
| 1.   | Israel         | 17 | 6 | 6 | 0 | 18 | 6  | 3,000 | 582 | 500 | 1,164 |
| 2.   | Grekland       | 16 | 6 | 5 | 1 | 17 | 7  | 2,428 | 583 | 536 | 1,087 |
| 3.   | Finland        | 15 | 6 | 5 | 1 | 16 | 4  | 4,000 | 482 | 381 | 1,265 |
| 4.   | Rumänien       | 15 | 6 | 5 | 1 | 17 | 6  | 2,833 | 546 | 493 | 1,107 |
| 5.   | Spanien        | 11 | 6 | 4 | 2 | 13 | 10 | 1,300 | 521 | 514 | 1,013 |
| 6.   | Tjeckien       | 8  | 6 | 3 | 3 | 12 | 12 | 1,000 | 556 | 555 | 1,001 |
| 7.   | Portugal       | 7  | 6 | 2 | 4 | 11 | 14 | 0,785 | 565 | 566 | 0,998 |
| 8.   | Slovakien      | 7  | 6 | 2 | 4 | 10 | 13 | 0,769 | 478 | 536 | 0,891 |
| 9.   | Nordmakedonien | 5  | 6 | 2 | 4 | 6  | 14 | 0,428 | 427 | 469 | 0,910 |
| 10.  | Kroatien       | 3  | 6 | 1 | 5 | 8  | 17 | 0,470 | 547 | 601 | 0,910 |
| 11.  | Lettland       | 3  | 6 | 1 | 5 | 7  | 17 | 0,411 | 522 | 551 | 0,947 |
| 12.  | Montenegro     | 1  | 6 | 0 | 6 | 3  | 18 | 0,166 | 401 | 508 | 0,789 |

      Kvalificerade för slutspel.
      Nedflyttade till European Silver League.

### Slutspel[7]
|  | Semifinaler | Semifinaler | Semifinaler |          |   | Final               | Final               | Final               |  |
|  |             |             |             |          |   |                     |                     |                     |  |
|  | 2           | Grekland    | 0           |          |   |                     |                     |                     |  |
|  | 2           | Grekland    | 0           |          |   |                     |                     |                     |  |
|  | 3           | Finland     | 3           |          |   |                     |                     |                     |  |
|  | 3           | Finland     | 3           |          | 3 | Finland             | 3                   |                     |  |
|  |             |             |             |          | 3 | Finland             | 3                   |                     |  |
|  |             |             | 6           | Tjeckien | 1 |                     |                     |                     |  |
|  | 1           | Israel      | 6           | Tjeckien | 1 | 0                   |                     |                     |  |
|  | 1           | Israel      |             |          |   | 0                   |                     |                     |  |
|  | 6           | Tjeckien    | 3           |          |   | Match om tredjepris | Match om tredjepris | Match om tredjepris |  |
|  | 6           | Tjeckien    | 3           |          |   |                     |                     |                     |  |
|  |             |             |             |          |   |                     |                     |                     |  |
|  |             |             |             |          |   | 2                   | Grekland            | 1                   |  |
|  |             |             |             |          |   | 2                   | Grekland            | 1                   |  |
|  |             |             |             |          |   | 1                   | Israel              | 3                   |  |

#### Semifinaler
| 5 juli 2025 Brněnské výstaviště, Brno Speltid: 1:31 - Åskådare: 1 029 | Grekland | 0 - 3 | Finland  | 19-25, 23-25, 20-25 |
| 5 juli 2025 Brněnské výstaviště, Brno Speltid: 1:22 - Åskådare: 1 655 | Israel   | 0 - 3 | Tjeckien | 14-25, 24-26, 23-25 |

#### Match om tredjepris
| 6 juli 2025 Brněnské výstaviště, Brno Speltid: 1:53 - Åskådare: 1 458 | Grekland | 1 - 3 | Israel | 17-25, 25-23, 23-25, 21-25 |

#### Final
| 6 juli 2025 Brněnské výstaviště, Brno Speltid: 2:08 - Åskådare: 2 120 | Finland | 3 - 1 | Tjeckien | 24-26, 26-24, 25-15, 25-23 |

## Slutplaceringar
| Pos | Lag            | Vidare till                 |
| --- | -------------- | --------------------------- |
|     | Finland        |                             |
|     | Tjeckien       |                             |
|     | Israel         |                             |
| 4   | Grekland       |                             |
| 5   | Rumänien       |                             |
| 6   | Spanien        |                             |
| 7   | Portugal       |                             |
| 8   | Slovakien      |                             |
| 9   | Nordmakedonien |                             |
| 10  | Kroatien       |                             |
| 11  | Lettland       |                             |
| 12  | Montenegro     | European Silver League 2026 |